# Vitesse Arnhem
Stichting Betaald Voetbal Vitesse (Vitesse, Vitesse Arnhem eller SBV Vitesse) er en hollandsk professionel fodboldklub fra Arnhem, som blev grundlagt den 14. maj 1892.
Klubbens førstehold spiller i den bedste hollandske liga kaldet Eredivisie. Klubben spiller deres hjemmebanekampe på Gelredome med plads til 26.600 tilskuere.
Vitesse har haft fire danske spillere igennem tiden: Mads Junker, Anders Due, Michael Tørnes og Nikolai Baden Frederiksen.

## Nuværende spillertrup
| 1 | Curaçao    | Eloy Room (MÅ)                  |
| 2 | Haiti      | Carlens Arcus (FO)              |
| 5 | Luxembourg | Mica Pinto (FO)                 |
| 6 | Kroatien   | Dominik Oroz (FO)               |
| 7 | Frankrig   | Amine Boutrah (AN)              |
| 9 | Sverige    | Joel Voelkering Perssonl (AN)   |
| 8 | Holland    | Marco van Ginkel (MI) (Anfører) |

| 11 | Holland | Fodé Fofana (AN)       |
| 13 | Holland | Enzo Cornelisse (FO)   |
| 14 | USA     | Paxten Aaronson (MI)   |
| 17 | Polen   | Kacper Kozlowski (MI)  |
| 15 | Holland | Ramon Hendriks (FO)    |
| 19 | Holland | Thomas Buitink (AN)    |
| 20 | Holland | Melle Meulensteen (MI) |
| 21 | Holland | Mathijs Tielemans (MI) |
| 22 | Kosovo  | Toni Domgjoni (MI)     |
| 23 | Holland | Daan Huisman (MI)      |
| 24 | Holland | Davy Pröpper (MI)      |
| 25 | Holland | Gyan De Regt (AN)      |

| 26 | Holland  | Miliano Jonathans (AN)    |
| 28 | Algeriet | Anis Hadj Moussa (AN)     |
| 30 | Rumænien | Adrian Mazilu (AN)        |
| 31 | Tyskland | Markus Schubert (MÅ)      |
| 35 | Holland  | Mexx Meerdink (AN)        |
| 55 | Holland  | Tom Bramel (MÅ)           |
| 29 | Frankrig | Nicolas Isimat-Mirin (FO) |
| 43 | Holland  | Giovanni Van Zwam (FO)    |
| 44 | Holland  | Jordi Altena (MI)         |
| 56 | Holland  | Mats Egbring (FO)         |
| 58 | Holland  | Andy Visser (AN)          |

## Ekstern henvisning
SBV Vitesses officielle hjemmeside
| Fodbold | Spire Denne artikel om en fodboldklub er en spire som bør udbygges. Du er velkommen til at hjælpe Wikipedia ved at udvide den. |